# Cal General (Banyoles)
Cal General és una obra de Banyoles (Pla de l'Estany) protegida com a Bé Cultural d'Interès Local.

## Descripció
Edifici residencial de planta quadrada en planta baixa i en creu en planta pis. Aquest s'estructura amb dues grans terrasses obertes a llevant i ponent. El portal d'entrada dona accés als jardins i als horts de la casa. El portal és d'arc de mig punt, de pedra calcària amb dovelles encoixinades. Al centre s'hi llegeix al mig d'una reixa de ferro "Las Rotas, año 1868". La façana principal de la casa té un cos avançat amb un frontó triangular. A la planta baixa s'obren dos grans portals forans emmarcats amb arcs escarsers, a la primera planta hi ha tres obertures simètriques. La resta d'obertures segueixen la mateixa tipologia i distribució regular. La façana posterior de cara a l'estany segueix el mateix disseny arquitectònic que la façana principal.

## Història
L'edifici de Cal General va ser construït per un tinent coronel anomenat Narcís de Ameller Cabrera (1810-1877). Aquest va ser tinent general, compositor i diputat progressista a Corts.